# Ekonomia środowiska i zasobów naturalnych
Ekonomia środowiska i zasobów naturalnych - jest dziedziną teorii ekonomii neoklasycznej, badającą statyczne i dynamiczne warunki optymalności wykorzystania zasobów i walorów środowiska przyrodniczego. Aspekty statyczne dotyczą efektywnego wykorzystania ograniczonych zasobów przeznaczonych na ochronę i konserwację środowiska (zachowanie jego jakości i zasobów). Aspekty dynamiczne dotyczą zaś optymalnego wykorzystania zasobów i walorów środowiska przyrodniczego w procesie wzrostu i rozwoju gospodarczego. Ekonomia środowiska bazuje na paradygmacie ekonomizacji – kryteria efektywności i optymalności ekologicznej traktuje się jako główne, natomiast kryteria bezpieczeństwa ekologicznego czy kryteria wynikające z koncepcji zrównoważonego rozwoju jako uzupełniające, dodatkowe.
W ramach ekonomii środowiska można wyróżnić trzy obszary:
- ekonomiczna teoria wykorzystania zasobów naturalnych – bada optymalne rozłożenie w czasie eksploatacji odnawialnych i nieodnawialnych zasobów naturalnych,
- ekonomiczna teoria zanieczyszczenia i ochrony środowiska – bada efektywność ekonomiczną osiągania określonych celów ekologicznych poprzez porównanie kosztów społecznych i prywatnych dochodzenia do założonego poziomu jakości środowiska,
- ekonomiczna teoria zachowania środowiska – bada optymalne warunki wykorzystania zasobów środowiska z punktu widzenia walorów estetyczno-psychologicznych środowiska.